# Nicola Porcelli
Nicola Porcelli, né le 30 mai 1935, à Cherso en Italie (aujourd'hui Cres en Croatie), et mort le 5 août 2010, à Trieste, en Italie, est un ancien joueur et entraîneur italien de basket-ball.